# Prophantis
Prophantis is een geslacht van vlinders uit de familie van de grasmotten (Crambidae), uit de onderfamilie van de Spilomelinae. De wetenschappelijke naam van dit geslacht is voor het eerst voorgesteld William Warren in een publicatie uit 1896.

## Soorten
- P. adusta Inoue, 1986
- P. androstigmata (Hampson, 1918)
- P. coenostolalis (Hampson, 1899)
- P. longicornalis (Mabille, 1900)
- P. octoguttalis (C. Felder, R. Felder & Rogenhofer, 1875)
- P. smaragdina (Butler, 1875)
- P. triplagalis Warren, 1896
- P. xanthomeralis (Hampson, 1918)